# State Botanical Garden of Georgia
The State Botanical Garden of Georgia is een botanische tuin in Athens (Georgia). De botanische tuin is in 1968 opgericht. De tuin functioneert onder de auspiciën van de University of Georgia. De tuin dient als levend laboratorium voor deze universiteit. Daarnaast is de tuin opengesteld voor het publiek.
De tuin is gelegen op 5 km van de campus van de University of Georgia. De oppervlakte is circa 127 ha. Door de tuin loopt de Middle Oconee River. De tuin omvat een aantal gespecialiseerde thematuinen, speciale collecties en een tropische broeikas. Meer dan 8 km aan wandelpaden doorkruisen de natuurlijke gebieden in de botanische tuin, waar onder meer wilde vogels kunnen worden geobserveerd.

## Inrichting
Alice Hand Callaway Visitor Center & Conservatory vormt het bezoekerscentrum van de botanische tuin. Het bezoekerscentrum is in 1984 opgeleverd. Hierin bevinden zich educatieve ruimten, klaslokalen, een klein theater, een geschenkenwinkel, een café en een broeikas van drie verdiepingen. De geschenkenwinkel verkoopt boeken en kunst van lokale schrijvers en kunstenaars. In de centrale hal van het bezoekerscentrum vinden wisselende kunsttentoonstellingen plaats met thema's als plantkunde, tuinbouw en natuurbescherming. In de broeikas bevinden zich tropische nutsgewassen die gebruikt worden voor dranken, voedsel, specerijen, medicijnen, vezels, bouwmaterialen en industriële producten.
Callaway Building is in 1975 opgeleverd. Dit gebouw dient als educatieve ruimte en dient voor congressen en andere bijeenkomsten. Ook is hier de Botanical Garden Library gevestigd. Dit is een bibliotheek met boeken over tuinieren, tuinbouw en plantkunde.
De International Garden is gelegen naast de Alice Hand Callaway Visitor Center & Conservatory. In deze tuin zijn plantencollecties te vinden die zijn gerangschikt op geografische herkomst. Er zijn afdelingen met planten uit het Middellandse Zeegebied en het Midden-Oosten, Latijns-Amerika en China. De Herb Garden is een kruidentuin die deel uitmaakt van de International Garden. Deze kruiden hebben functies in de keuken, functies als kleurstof of geurstof en ceremoniële functies. Daarnaast is er een gedeelte met medicinale kruiden. Ook groeien er in de International Garden bedreigde en zeldzame planten. Een gedeelte van de tuin is gereserveerd voor planten die werden gebruikt door Indianen in het zuidoosten van de Verenigde Staten. De International Garden brengt een hommage aan drie plantenverzamelaars die een aanzienlijke invloed hadden in de Verenigde Staten. Dat zijn John en William Bartram die de plantensoort Franklinia alatamaha ontdekten en Ernest Henry Wilson die planten uit het Verre Oosten introduceerde in de Verenigde Staten.

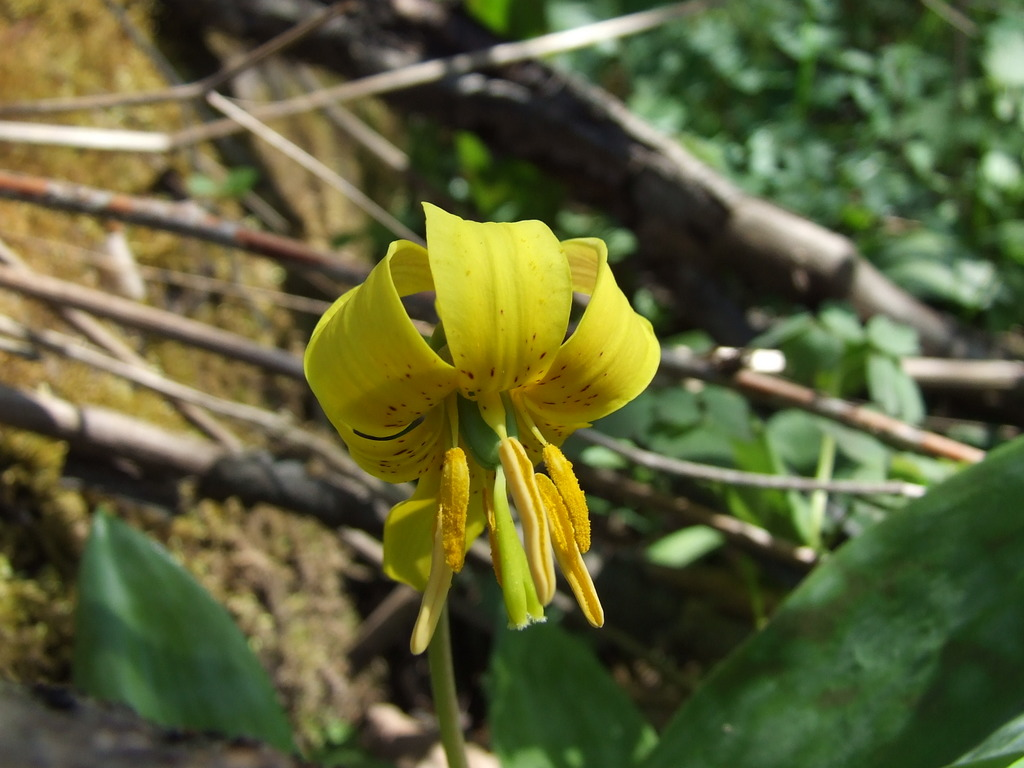
Erythronium americanum, een plant uit de Native Garden

De Native Flora Garden bevat planten die van nature voorkomen in Georgia. Deze tuin bevat onder meer varens, Callicarpa americana, Trillium, Sanguinaria canadensis, Cypripedium en Erythronium americanum. Enkele planten zijn in het wild bedreigd.
De Shade Garden bevat schaduwtolerante planten als laurier, Azalea, Camellia, Magnolia, kornoelje en Cercis.
De Heritage Garden bevat planten met historische en sociaal-economische waarde voor Georgia. Onder ander planten als eenjarigen, vaste planten, antieke rozen, fruitbomen ( appel, peer, perzik), katoenplant, tabaksplant en pinda. Ook is er een selectie van nutsgewassen die van nature uit Georgia komen te zien.
De Flower Garden bevat kruidachtige bloemplanten. Hieronder zijn rozen, dahlia's, lissen, narcissen, Hemerocallis, pioenrozen, eenjarige en vaste planten.
Er zijn nog speciale collecties zoals de Rododendron Collection die rododendrons bevat die in Georgia gedijen. De Native Azalea Collection omvat azalea's die van nature voorkomen in het zuidoosten van de Verenigde Staten. De Conifer Collection richt zich met name op dwergvormen en middelgrote cultivars die het goed doen in  het zuidoosten van de Verenigde Staten.

## Activiteiten en samenwerkingsverbanden
De botanische tuin organiseert diverse activiteiten en educatieve programma's. De tuin richt zich met name op educatie met betrekking tot het milieu. Hierbij spelen bescherming van planten, habitats en biodiversiteit een rol.
De botanische tuin werkt samen met verschillende organisaties. De Georgia Plant Conservation Alliance en de Garden Club of Georgia hebben hun hoofdkwartier in de botanische tuin. De botanische tuin is aangesloten bij Center for Plant Conservation (CPC), een netwerk van botanische instituten dat zich bezighoudt met de bescherming van de oorspronkelijke flora van de Verenigde Staten. De tuin is aangesloten bij de American Public Gardens Association, een netwerk van publiek toegankelijke tuinen in Noord-Amerika. Daarnaast is de botanische tuin aangesloten bij Botanic Gardens Conservation International, een non-profitorganisatie die botanische tuinen samen wil brengen in een wereldwijd samenwerkend netwerk om te komen tot het behoud van de biodiversiteit van planten. Ook is de botanische tuin aangesloten bij Earth Share of Georgia.